# Bernard Fellay
Bernard Fellay FSSPX (ur. 12 kwietnia 1958 w Sierre) – szwajcarski suspendowany tradycjonalistyczny biskup katolicki, trzeci przełożony generalny Bractwa Świętego Piusa X w latach 1994-2018.

## Życiorys
Urodził się w Sierrenie na terenie kantonu Valais, 12 kwietnia 1958.
W październiku 1977, w wieku 19 lat, rozpoczął studia w Międzynarodowym Seminarium Świętego Piusa X w Ecône, kanton Valais (Szwajcaria). 29 czerwca 1982 otrzymał święcenia kapłańskie z rąk abp. Lefebvre'a, zaraz potem został mianowany Głównym Ekonomem Bractwa (kwestorem) – pełnił tę funkcję aż do swojego wyboru na przełożonego. Ponadto zajmował się różnymi grupami młodzieży oraz pełnił posługę duszpasterską. W tym czasie odbył kilkanaście podróży misyjnych do krajów afrykańskich.
30 czerwca 1988 Fellay i trzech innych kapłanów (Alfonso de Galarreta, Bernarda Tissier de Mallerais oraz Richard Williamson) otrzymali święcenia biskupie z rąk abp. Lefebvre'a oraz współkonsekratora abp. Antônio de Castro Mayer FSSJV, za co zostali w tym samym roku przez papieża uznani za ekskomunikowanych (dokładniej, papież stwierdził, że zaciągnęli oni ekskomunikę latae sententiae z chwilą przyjęcia święceń). Sam biskup utrzymuje, że ekskomunika była od samego początku nieważna, gdyż zakazany czyn popełnił sądząc, że jest w stanie wyższej konieczności związanej z kryzysem w Kościele, co według prawa kanonicznego, zwalniało go z kary ekskomuniki, nawet jeśli się mylił.
Kapituła Bractwa św. Pius X zgromadzona w Ecône w lipcu 1994 wybrała go na następcę Franza Schmidbergera na stanowisku Przełożonego Generalnego Bractwa. 11 lipca 2006 czterdziestoosobowa Kapituła Generalna, po wysłuchaniu jego sprawozdania, uznała, że jest odpowiednią osobą na tym stanowisku i wybrała go na drugą dwunastoletnią kadencję. Jako Przełożony Generalny Bractwa dał się poznać jako osoba o umiarkowanych poglądach oraz jako zwolennik pojednania się ze Stolicą Apostolską.
29 sierpnia 2005 papież Benedykt XVI przyjął go na audiencji w swej letniej rezydencji w Castel Gandolfo. Brali w niej udział również kardynał Darío Castrillón Hoyos i ojciec Schmidberger. Dyskutowali o aktualnej sytuacji Bractwa, możliwości unormowania jego sytuacji w Kościele i modernizmie. 26 czerwca 2008 Bernard Fellay w imieniu Bractwa odrzucił żądania Watykanu, które zawierały uznanie pełnej zwierzchności papieża, uznania nowej liturgii i reform Soboru Watykańskiego II. 21 stycznia 2009 Benedykt XVI na prośbę samego Fellaya, a także w nadziei na pełną komunię z bractwem, zdjął ekskomunikę z biskupa. Nadal jednak ciąży na nim kara suspensy, co w myśl Prawa Kanonicznego nie pozwala mu sprawować sakramentów. 26 października 2009 rozpoczęły się rozmowy doktrynalne pomiędzy Rzymem a Bractwem (papież uzależnił przyszłe nadanie prałatury bractwu poprzez osiągnięcie pełnego porozumienia w kwestii doktryny). 14 września 2011 na spotkaniu przedstawicieli Bractwa (Bernard Fellay, Nikolaus Pfluger, Alain-Marc Nely) i Kongregacji Nauki Wiary (William Levada, Luis Ladaria Ferrer, Guido Pozzo) Stolica Apostolska przedłożyła Bractwu Preambułę doktrynalną, której akceptacja będzie oznaczała wierność Magisterium Kościoła. Odpowiedź na dokument została złożona w grudniu, ale wstępnie została uznana za niewystarczającą.
Na skutek zbliżenia z Rzymem oraz poprawiających się relacji wzrosło zaniepokojenie oraz niezadowolenie wśród części kapłanów i wiernych. Wówczas to, obawiając się podporządkowania Watykanowi oraz postanowieniom soboru, 27 księży wypowiedziało posłuszeństwo przełożonemu i założyło nowe stowarzyszenie życia apostolskiego – Bractwo Kapłańskie Świętego Piusa X Ścisłej Obserwacji. Buntownicy zarzucili papieżowi Benedyktowi herezję, popieranie modernizmu oraz wolności religijnej, skrytykowali również władze Bractwa św. Piusa X za zbytnią uległość wobec Watykanu i chęć podporządkowania piusowców papieżowi. Innym przejawem narastającego buntu przeciw kursowi pojednania z Rzymem były ciągłe ataki, biskupa pomocniczego bractwa Richarda Williamsona na przełożonego bp. Fellaya. Ostatecznie konflikt zakończył się usunięciem Williamsona z Bractwa 24 października 2012. Natychmiast po wyrzuceniu biskup Williamson dalej atakował Fellaya oraz starał się zorganizować sobie poparcie wewnątrz bractwa, aż w końcu założył opozycyjną wobec FSSPX ultratradycjonalistyczną Unię Kapłańską im. Marcela Lefebvrego, która potępiła Bractwo za rozmowy z Watykanem.
Po ustąpieniu konserwatywnego papieża Benedykta XVI i po nowym konklawe, które 13 marca 2013 wybrało nowego papieża Franciszka, Fellay zareagował sceptycyzmem co do jego rządów określając go mianem "prawdziwego modernisty". Mimo tego ponowił negocjacje z Watykanem w lipcu 2013, choć wyrażał się bardzo pesymistycznie o szansach porozumienia. Mimo dosyć liberalnych poglądów papieża Franciszka, 11 maja 2014 bp. Fellay zmienił zdanie o papieżu, który bardzo pozytywnie wypowiedział się o działalności Bractwa, zarówno w Argentynie gdzie poznał tych kapłanów osobiście, jak i na świecie, zapewnił również, że czytał biografię Marcela Lefebvego. Dialog pomiędzy bractwem a Watykanem został zintensyfikowany.
W odpowiedzi na konsekrację 19 marca 2015 Jean-Michel Faure na biskupa przez bp. Richarda Williamsona bez zgody papieża, bp Fellay potępił to zjawisko stwierdzając, że ta konsekracja różniła się od tej z 1988, wówczas to Lefebvre i Castro Mayer działali w wyższej konieczności, zaś tą konsekracją Williamson udowodnił, że traktuje władze papieża jedynie czysto teoretycznie (bp Williamson został ponownie ekskomunikowany).
Dialog z Watykanem dał Bractwu korzyści w postaci: 1 września 2015 uznania spowiedzi na czas trwania Roku Miłosierdzia (okres ten przedłużono 21 listopada 2016 na czas nieokreślony), uznania święceń kapłańskich kleryków FSSPX bez zgody miejscowych biskupów (co wcześniej było wymagane), a od 4 kwietnia 2017 nadano prawo księżom bractwa do udzielania ślubów. 3 czerwca 2015 Kongregacja Nauki Wiary pozwoliła bp. Fellayowi jako przełożonemu na wydawanie kar kanonicznych. Z kolei dobre relacje Bractwa pozwoliły na unormowanie jego działalności na terenie niektórych krajów, np. Argentyny gdzie zaczęli współpracować z pozostałymi kapłanami.
Mimo polepszania się statusu Bractwa oraz przyjaznych relacji, bp. Fellay nie szczędził nieraz papieżowi Franciszkowi słów krytyki względem jego samego oraz Kościoła. Będąc obecnym na marszu życia w Waszyngtonie 28 stycznia 2016, przełożony Bractwa św. Piusa X skrytykował postanowienia ostatniego synodu, jednocześnie wyraził zupełne niezrozumienie wobec zachowania papieża. Fellay oraz władze FSSPX skrytykowały adhortację apostolską Amoris laetitia a sam biskup Fellay w lipcu 2017 złożył swój podpis pod listem do papieża, gdzie różni teologowie i świeccy wyrażali zaniepokojenie obecnym kursem nauczania Kościoła i opowiadali się za powrotem do tradycyjnego nauczania, sam bp Fellay skrytykował papieża za głoszenie herezji oraz zdań dwuznacznych. Od 24 maja 2017 wszyscy biskupi FSSPX zostali upoważnieni przez Watykan do wyświęcania kleryków na księży bez zgody biskupów miejsca.
11 lipca 2018, podczas czwartej kapituły generalnej Bractwa, bp Fellay zakończył swoją drugą kadencję na stanowisku Przełożonego Generalnego Bractwa. Jego następcą wybrany został ks. Davide Pagliarani, sam zaś bp Fellay został wybrany przez kapitułę na dodatkowego członka do Rady Generalnej razem z ks. Franciszkiem Schmindbergiem.
Prócz ojczystego języka (niemieckiego) biegle włada językiem francuskim, angielskim i łaciną, zna też język włoski i hiszpański.